# Хлиная
Хлиная (рум. Hlinaia, Глиное) — село в Единецком районе Молдавии. Относится к сёлам, не образующим коммуну.

## География
Село расположено на высоте 215 метров над уровнем моря.

## Население
По данным переписи населения 2004 года, в селе Хлиная проживает 1921 человек (908 мужчин, 1013 женщины).
Этнический состав села:
| Национальность | Число жителей | Процентный состав |
| -------------- | ------------- | ----------------- |
| молдаване      | 1871          | 97.4              |
| украинцы       | 28            | 1.46              |
| русские        | 14            | 0.73              |
| румыны         | 3             | 0.16              |
| болгары        | 2             | 0.1               |
| прочие         | 3             | 0.16              |
| Всего          | 1921          | 100 %             |